# Gérard Buzen

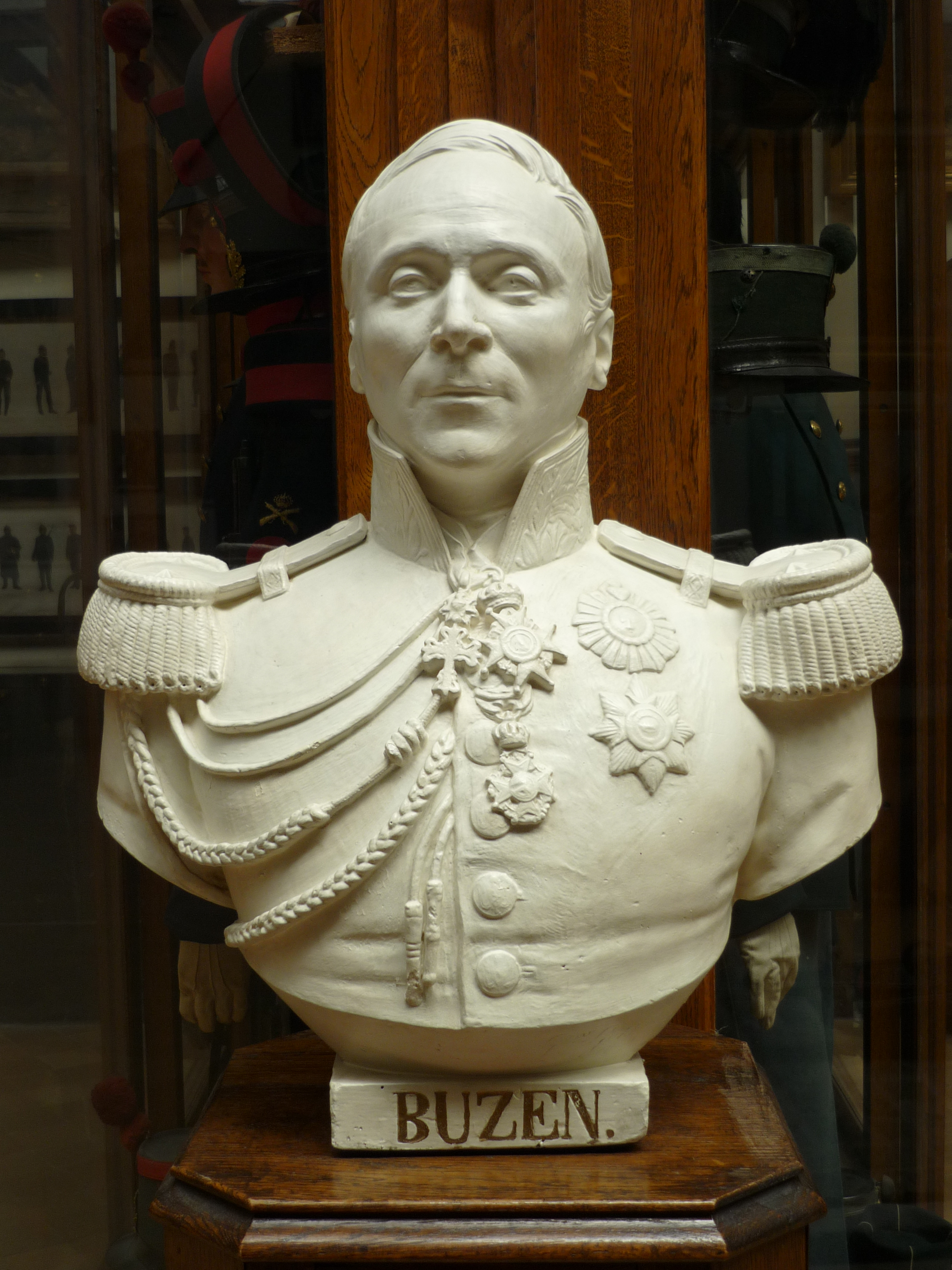
Buste van Gérard Buzen in het Koninklijk Museum van het Leger en de Krijgsgeschiedenis te Brussel

Gerardus Servatius Buzen (ook: Busen) (Schijndel (gedoopt te Den Dungen als Buesen))], 22 september 1784 - Sint-Joost-ten-Node, 5 februari 1842) was een Belgisch generaal. Hij was van 1840 tot aan zijn dood minister van Oorlog.

## Levensloop

### Afkomst
Buzens vader was afkomstig van Zichen in de buurt van Maastricht en had zich gevestigd als arts in Schijndel. In 1793 werd hij benoemd tot hoogleraar plantkunde, anatomie en chirurgie aan de Universiteit van Leuven en verhuisde het gezin naar de universiteitsstad.

### Militaire loopbaan in Franse dienst
Op 21 maart 1803 trad de bijna 19-jarige Buzen als vrijwilliger in dienst van het Franse leger en werd ingelijfd bij het 13e regiment jagers te paard. Hij werd er al vlug onderofficier.
Tijdens de Slag bij Jena in 1806 raakt Buzen gewond en werd hij gevangengenomen door de Pruisen. Hij werd naar Polen gevoerd waar hij lange tijd in een hospitaal verbleef. Buzen slaagde erin om te ontsnappen en keerde terug naar het Franse leger waar hij secretaris werd van luitenant-kolonel de la Roche in Wenen.
Buzen trad in dienst van de lansiers van de Keizerlijke Garde. In 1812 werd hij bevorderd tot sergeant en tot eerste sergeant. Op 26 juli 1813 werd Buzen bevorderd tot luitenant in het 7e regiment lansiers waarmee hij deelnam aan de Slag bij Leipzig. Wegens zijn verdiensten tijdens deze slag kreeg hij het kruis van het Legioen van Eer.

### In Nederlandse dienst
In december 1814 werd Buzen luitenant in het regiment 8ste regiment huzaren (de zogenaamde huzaren van Croÿ), waarmee hij deelnam aan de Slag bij Waterloo.
In september 1815 werd Buzen bevorderd tot kapitein en twee jaar later werd hij adjudant van generaal Duvivier, een functie die hij uitoefende tot in 1830.

### Militaire loopbaan in België
Bij de Belgische Revolutie van 1830 koos Buzen resoluut de kant van de Belgische opstandelingen die gesteund werden door Frankrijk. Buzen werd bevorderd tot luitenant-kolonel en werd op 29 september 1830 provinciaal commandant in Bergen. Op 25 november van dat jaar kreeg hij het provinciaal commando in handen van Luxemburg. De versterkingen hadden te lijden onder de aanvallen van Pruisische garnizoenen. Buzen slaagde erin om de orde en de rust te laten terugkeren en werd door het Voorlopig Bewind bevorderd tot kolonel.
In 1831 kreeg Buzen de moeilijke taak om als commandant van de stad Antwerpen die op dat moment nog steeds vanuit de citadel werd belegerd door de troepen van de Nederlandse generaal David Hendrik Chassé. Buzen kon met behulp van toegesnelde Franse troepen ervoor zorgen dat de stad niet al te veel schade leed door de aanvallen van de Nederlanders.
Op 7 januari 1833 werd hij bevorderd tot generaal. Als gevolg van de plunderingen van april 1834, die veroorzaakt werden door de publicatie van de namen van de personen die Belgische goederen van koning Willem I hadden opgekocht, werd Buzen aangesteld tot commandant van de stad Brussel en de provincie Brabant.

### Als minister van Oorlog
In april 1840 werd Buzen door koning Leopold I als extra-parlementair benoemd tot minister van Oorlog in de regering-Lebeau. Nadat Buzen tijdens de parlementsverkiezingen van 1841 werd verkozen tot liberaal volksvertegenwoordiger voor het arrondissement Leuven bleef hij op post in de daaropvolgende regering-De Mûelenaere-Nothomb.
Begin 1842 brak er echter een schandaal uit rond Buzen in verband met een gebeurtenis die zich tijdens zijn militaire loopbaan in 1806 had afgespeeld. Uit de registers van het 13e regiment jagers te paard waarvan Buzen destijds deel uitmaakte bleek dat hij na de Slag bij Jena niet was uitgeschreven als gevangene van de Pruisen maar als deserteur. Zijn politieke tegenstanders gaven hieraan veel ruchtbaarheid zodat enkele leden van de oppositie Buzen waren gaan opzoeken om deze laster nog wat aan te scherpen. Buzen, die volledig was aangedaan door deze actie, pleegde op 5 februari 1842 zelfmoord door zich met een pistool door het hoofd te schieten. Even daarvoor had hij aan een vriend de documenten bezorgd die hem vrijpleitten van enige schuld.
In het Koninklijk Museum van het Leger en de Krijgsgeschiedenis staat een borstbeeld van Buzen.
- Digitale Bibliotheek voor de Nederlandse Letteren: buse005
- Gemeinsame Normdatei: 108412307X
- Virtual International Authority File: 123145663029705070932